# Långtjärnen (Undersåkers socken, Jämtland, 699966-132352)
Långtjärnen är en sjö i Åre kommun i Jämtland och ingår i Indalsälvens huvudavrinningsområde. Sjön har en area på 0,105 kvadratkilometer och ligger 890 meter över havet.

## Delavrinningsområde
Långtjärnen ingår i det delavrinningsområde (700083-132291) som SMHI kallar för Mynnar i Indalsälven. Medelhöjden är 953 meter över havet och ytan är 10,85 kvadratkilometer. Det finns inga avrinningsområden uppströms utan avrinningsområdet är högsta punkten. Vattendraget som avvattnar avrinningsområdet har biflödesordning 3, vilket innebär att vattnet flödar genom totalt 3 vattendrag innan det når havet efter 428 kilometer. Avrinningsområdet består mestadels av kalfjäll (99 procent). Avrinningsområdet har 0,13 kvadratkilometer vattenytor vilket ger det en sjöprocent på 1,2 procent.